# Луна-20
«Луна-20» — советская автоматическая межпланетная станция (АМС) для первой доставки впервые в мире образца грунта из материкового района Луны. 
14 февраля 1972 года осуществлён пуск ракеты-носителя «Протон-К / Д», которая вывела на траекторию полета к Луне АМС «Луна-20». 15 февраля 1972 года была осуществлена коррекция траектории полета станции. 18 февраля 1972 года станция «Луна-20» выведена на орбиту вокруг Луны. Параметры орбиты станции составляют: наклонение орбиты к плоскости лунного экватора — 65°; период обращения — 118 минут; высота орбиты над поверхностью Луны — 100 километров. 
21 февраля 1972 года «Луна-20» совершила мягкую посадку на поверхность в материковом районе Луны на участке, примыкающем к северо-восточной оконечности Моря Изобилия, в точке с координатами 3 градуса 32 минуты северной широты и 56 градусов 33 минуты восточной долготы. После прилунения станция передала на Землю изображения лунной поверхности и произвела взятие образцов лунного грунта. Эти образцы с помощью манипулятора были помещены в контейнер космической ракеты и загерметизированы. 
22 февраля 1972 года взлётная ступень станции «Луна-20» стартовала с поверхности Луны в сторону Земли. 25 февраля 1972 года возвращаемый аппарат автоматической станции «Луна-20» совершил мягкую посадку в 40 км северо-западнее города Джезказган. На Землю доставлена колонка лунного грунта массой 55 г. Это первый в истории образец лунного грунта, доставленный из материковой области Луны.

## Литература

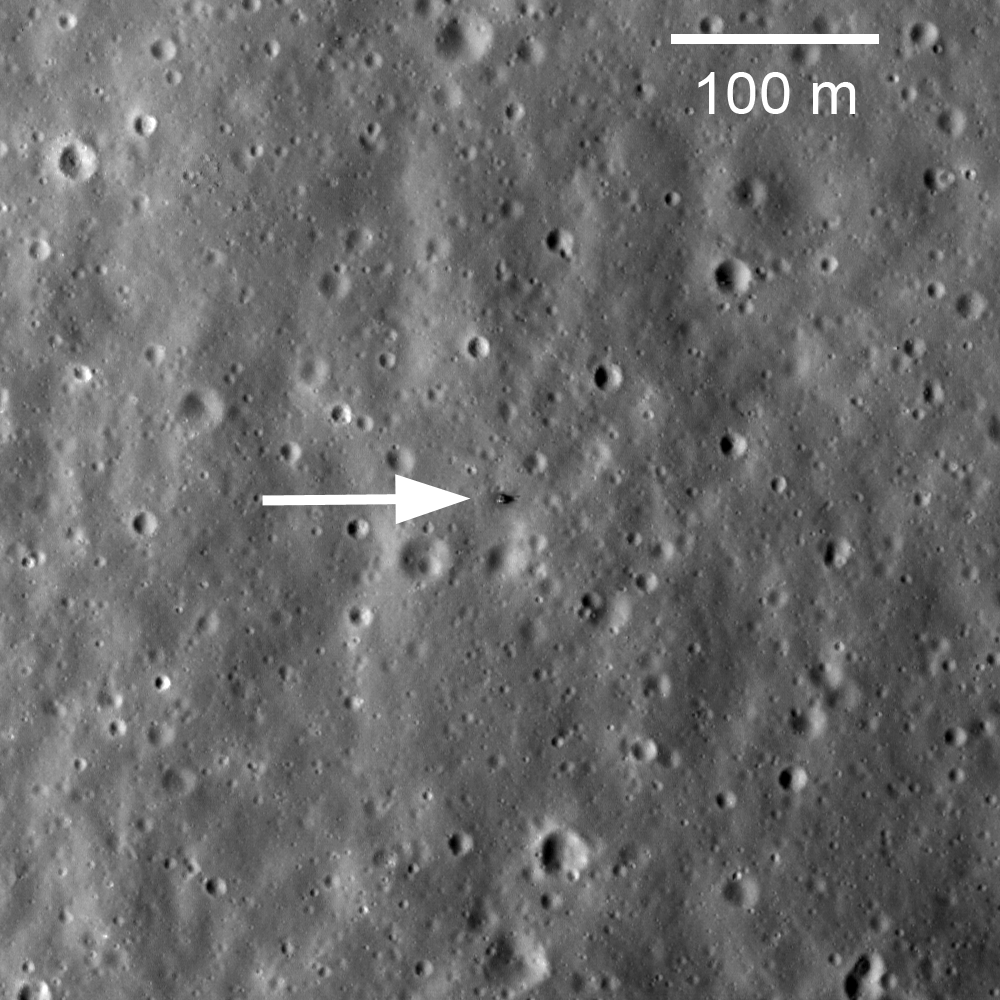
Посадочная ступень Луны — 20. Снимок сделан с орбиты КА LRO в марте 2010 года